# Brygida Braun
Brygida Braun (* 1961 in Berlin) ist eine deutsche Rechtsanwältin und Schauspielerin.

## Leben
Brygida Braun verbrachte einige Schuljahre in einem Klosterinternat. Nach ihrem Abitur begann sie ihr Studium an der Albert-Ludwigs-Universität in Freiburg zunächst mit Biologie und Chemie, dann folgte jedoch der Wechsel zum Fach Rechtswissenschaften.
Ihr Referendariat absolvierte sie in Florenz. Sie bestand ihre Staatsexamen und begann ihre berufliche Laufbahn im Personaldirektorat der Treuhandanstalt in Berlin im Bereich Arbeitsrecht. Im Laufe der Zeit arbeitete die Juristin in einer überörtlichen Kanzlei in einer der größten Berliner Unternehmen.
2004 eröffnete sie dann ihre eigene Kanzlei in Berlin-Frohnau. Von 2012 bis 2016 war sie zudem in den Fernsehserien Familien-Fälle und Anwälte im Einsatz tätig.
Seit Oktober 2016 ist Brauns Anwaltskanzlei im Bezirk Charlottenburg-Wilmersdorf, im Berliner Grunewald. 
Brygida Braun spricht Deutsch und Polnisch.

## Filmografie
- 2012–2013: Familien-Fälle
- 2013–2018: Anwälte im Einsatz